# Єва Збаразька
Єва Вишневецька, в шлюбі Збаразька (1577 — 1618) — руська княжна XVI століття, меценатка, донька Олександра Олександровича Вишневецького та Олександри Андріївни Капусти.   

## Життєпис
Як зазначає польська дослідниця Ілона Чаманська, Єва, імовірно, народилась вже після смерті батька десь у другій половині 1577 р., оскільки ні в травневому заповіті бабусі Ганни Шимківни, ні в раніших документах не згадується. Хрещена в православній вірі.   
В 1593 дівчина вийшла заміж за кн. Петра Владиславовича Збаразького, що був лютеранином. Згідно з інтерцизою, укладеною 23 лютого того ж року у с. Лісовчичі, Єва принесла в посаг четверть батькових маєтностей й рухомого майна, а також материні села Олександрове й Горловичі. Чоловік же натомість записав їй віно на суму 23 500 флоринів. 1596 р. жінка дарувала Петрові на праві доживоття маєток Воловчиці, розташований, правдоподібно, в брагінській волості.    
Відзначалася енергією та запальним норовом. Наслідуючи родичів, активно розширювала маєтності разом з чоловіком. Відомі численні записи щодо майнових справ, що велися дорогинським ґродським судом. Здійснювала на чолі загону вояків наїзди на сусідів. Так, у записі актової книги від 15 листопада 1596 року повідомляється, що княжна Єва Збаразька прибрала до своїх рук маєток Ожогівці, який вона перед цим передала в оренду Миколі Вонсовичу.   
Попервах робила неодноразові фундації й пожертви на користь Києво-Печерської лаври. Втім, у 1595 або роком пізніше під впливом єзуїта Каспера Нагая разом з чоловіком перейшла в католицтво. Проте деякі дослідники піддають це твердження сумнівам. У шлюбі дітей не було. Можливо, під цим впливом Єва все ж перейшла в католицтво.
1612 року помирає чоловік. Після цього Єва Збаразька усі кошти спрямовує на підтримку католицьких церков й монастирів у своїх землях, втім не забувала надавати кошти Києво-Печерській лаврі. Померла 1618 року (деякі вчені все ж вказують на 1617 рік). Ймовірно, померла в Києві. Похована в Києво-Печерській лаврі.